# Bolsas y Mercados Argentinos
Bolsas y Mercados Argentinos (BYMA) ist eine argentinische Börse mit Sitz in Buenos Aires, Argentinien. Das Unternehmen bietet Dienstleistungen an, die den Handelsprozess auf seiner digitalen Handelsfläche integriert. Das Leistungsspektrum des Unternehmens umfasst unter anderem Auftragsmanagement, Primär- und Sekundärverhandlungen, Marktüberwachung, Management von Zukunfts- und Optionsverträgen, Risikoverwaltung und IT-Lösungen. Das Unternehmen betreibt weiterhin die Handelsaktivitäten von MERVAL, einem seiner Aktionäre.
Das Unternehmen wurde am 23. Mai 2017  an der Bolsa de Comercio de Buenos Aires (Börse von Buenos Aires) notiert und ist Teil des Aktienindexes MERVAL, des wichtigsten Börsenindikators in Argentinien.
BYMA handelt nur mit Aktien des argentinischen Heimatmarktes. Sie besitzt 99,96 % der Caja de Valores (Verwahrstelle für öffentliche und private Wertpapiere).
BYMA besitzt 0,47 % des Argentine Capital Market Institute (IAMC) und Caja de Valores (CVSA) die restlichen 99,53 %. Hauptziel ist es, registrierte Agenten technisch zu beraten und die Mechanismen des Kapitalmarkts als Investitions- und Finanzierungsalternative sowohl unter Fachleuten des Finanzsystems als auch unter der investierenden Öffentlichkeit zu verbreiten.
Es besitzt auch 0,47 % von TecVal (Tecnología de Valores), wobei 99,53 % von CVSA gehalten werden. Hauptziel von TecVal ist es, Lösungen für den gesamten Kapitalmarkt zu entwickeln.

## Geschichte
Nach dem Gesetz 26.831 führte Mercado de Valores de Buenos Aires S.A. eine Reorganisation nach Artikel 77 des  Einkommensteuergesetz (Ley de Impuestos a las Ganancias) durch, wobei die Gesellschaft einen Teil ihres Vermögens in eine neue Einheit einbrachte: Bolsas y Mercados Argentinos S.A. BYMA ist die Fortsetzung der Tätigkeit des Mercado de Valores de Buenos Aires S.A. mit der Besonderheit, dass MERVAL als Anteilseigner in die Gründung des neuen Unternehmens einbezogen wurde. Gegründet wurde die Gesellschaft im September 2016.

## Mitgliedschaften
Sie ist Mitglied der Sustainable Stock Exchanges Initiative.